# Csesinovo-Oblesevo
Csesinovo-Oblesevo (macedónul Чешиново-Облешево) egy község Észak-Macedóniában, melynek székhelye Oblesevo. Nevét a székhelyről és Csesinovo településről kapta.

## Népesség
A községnek 2002-ben 7490 lakosa volt, melyből 7455 macedón, 30 vlach és 5 egyéb.

## A községhez tartozó települések
- Oblesevo,
- Banya (Csesinovo-Oblesevo),
- Burilcsevo,
- Vrbica (Csesinovo-Oblesevo),
- Zsiganci,
- Kucsicsino,
- Lepopelci,
- Novoszelani (Csesinovo-Oblesevo),
- Szokolarci,
- Szpancsevo,
- Teranci,
- Ularci,
- Csesinovo,
- Csiflik (Csesinovo-Oblesevo)